# ジレンマ (ネリーの曲)
「ジレンマ」（Dilemma）は、ラッパーのネリーが、ケリー・ローランド（当時デスティニーズ・チャイルド所属）をフィーチャリングのリードボーカルとして迎え、デュエット共演したシングル。ネリーの2ndアルバム『ネリービル』(Nellyville)からの3枚目のシングル、ケリー・ローランドのソロとしてのデビュー・アルバム『シンプリー・ディープ』(Simply Deep)の先行シングルとして2002年6月に発売された。
「ジレンマ」は全米で10週第1位のチャートを記録するミリオンセラーの大ヒットとなり、複数の国の音楽チャートでも第1位を記録。それにより「ネリー」の名は世界的なものとなり、第45回グラミー賞のラップ部門でも最優秀ラップ・コラボレーション賞を受賞した。
ケリーが口ずさむ「アイ・ラヴ・ユー」「アイ・ニード・ユー」といったバート・フレーズは、パティ・ラベルの1983年のアルバム『アイム・イン・ラヴ・アゲイン』(I'm in Love Again)からの2ndシングル「ラヴ、ニード・アンド・ウォント・ユー」(Love, Need and Want You)から来ている。サンプリングされた原曲「ラヴ、ニード・アンド・ウォント・ユー」の要素を生の女性ボーカルにしたいと考えたネリーは、2001年にデスティニーズ・チャイルドの全米ツアー「トータル・リクエスト・ライブ・ツアー」(Total Request Live Tour)を彼女らと共に回った頃から親しくなっていたケリーに新曲のデュエットボーカルを依頼し「ジレンマ」が完成した。

## 公式リミックス
- ジレンマ feat. ケリー・ローランド＆アリ（英語版）（ジャーメイン・デュプリによるリミックス ）
  - 2003年に発売されたネリーのリミックス・アルバム『ザ・リインヴェンション～ダ・ダーティ・ヴァージョンズ』(Da Derrty Versions: The Reinvention)に収録されたもので、ジャーメイン・デュプリによる技あり（ジャーメインもイントロやガヤで登場）のリミックス[3]。アリ（英語版）もパートも加わったフロア意識のヴァージョンとなっている[3]。日本のみで発売された2009年のベスト・アルバム『ザ・ベスト・オブ・ネリー』(The Best of Nelly)にも収録された[3]。

## ミュージック・ビデオ
ネリーとケリーは、ミュージック・ビデオでも共演し歌詞世界を表現しているが、「ジレンマ」のケリーのパートの元となった「ラヴ、ニード・アンド・ウォント・ユー」(Love, Need and Want You)のオリジナル歌手のパティ・ラベルが、ケリーの母親役としてカメオ出演している。

## 続編「ゴーン」
ネリーとケリーは「ジレンマ」の大ヒットの後も、「ジレンマ」の歌詞世界（彼氏のいる女性との恋）の続編的ニュアンスの2011年のシングル「ゴーン ～ ジレンマ pt.II」(Gone)でも再共演した。「ゴーン」は2010年のネリーの6thアルバム『5.0』(5.0)に収録されている。ネリーは再共演したケリーについて、「ケリーは俺にとって妹みたいな存在だけど、同時に俺は彼女の大ファンでもあるのさ」とコメントしている。

## 受賞・ノミネート
- 第45回グラミー賞 (45th Annual Grammy Awards)
  - 最優秀ラップ・コラボレーション賞 (Best Rap/Sung Performance)受賞
- 第3回BETアワード (BET Awards 2003)
  - 最優秀コラボレーション賞 (Best Collaboration)ノミネート
- 2003年ソウル・トレイン・ミュージック・アワード (2003 Soul Train Music Awards)
  - 最優秀ビデオ・オブ・ザ・イヤー賞 (Soul Train Music Award for Best Video of the Year)ノミネート
- 2002年ビルボード・ミュージック・アワード (2002 Billboard Music Awards)
  - 最優秀ラップ楽曲賞 (Top Rap Song)ノミネート
- 2003年MTVビデオ・ミュージック・アワード (2003 MTV Video Music Awards)
  - 最優秀R&Bビデオ賞 (Best R&B Video)ノミネート

## カバー
大ヒットした「ジレンマ」には数々のカバーがあるが、主だったものを以下に記す。
- パピ・サンチェス（英語版）によるスペイン語・ヴァージョン（2004年）
- サヴァナ（Savana） feat. Davidaによるレゲエ・ヴァージョン（2004年）
  - サヴァナのデビュー・アルバム『Yutes Dem Hustlin』（2004年）に収録。UK のレゲエ・チャートでNo.1を記録した[6]。

### 日本語カバー
RIRIとJP THE WAVYによる日本語カバーが、RIRIのEP「Summertime EP」（2019年5月22日発売、AICL-3629）に収録されている。また、発売に先立つ2019年5月15日には同曲が先行配信シングルとして配信されている

## 参考資料
- ネリービル (ライナーノーツ). ネリー. ユニバーサルミュージック. 2002. UICY-1805。
- 5.0 (ライナーノーツ). ネリー. ユニバーサルミュージック. 2010. UICU-1203。
- M.O (ライナーノーツ). ネリー. ユニバーサルミュージック. 2013. UICU-1235。
- ザ・ベスト・オブ・ネリー (ライナーノーツ). ネリー. ユニバーサルミュージック. 2009. UICU-1178。
- Yutes Dem Hustlin (Media notes). サヴァナ. Charm. 2004. CRCD3104。
- シンプリー・ディープ (ライナーノーツ). ケリー・ローランド. ソニー・ミュージックジャパンインターナショナル. 2002. 5096004-2。
- ミス・ケリー (ライナーノーツ). ケリー・ローランド. ソニー・ミュージックジャパンインターナショナル. 2007. SICP-1468。
- ヒア・アイ・アム (ライナーノーツ). ケリー・ローランド. ソニー・ミュージックジャパンインターナショナル. 2011. UICU-1213。